# 潤学
潤学（ルンシュエ、中国語: 润学/潤學、rùnxué）は、中華人民共和国において、先進国を中心とする国外へ移住する方法の研究を意味する用語。英語の「逃げる」を意味する「run」と中国語の「潤い、利益」を意味する「潤」（rùn）が同音であることから、「潤」が国外への脱出を意味するようになった。たとえば、「潤美」（ルンメイ）は、「美国（アメリカ合衆国）へ逃げる」の意味で用いられる。
中国における2019年コロナウイルス感染症の流行に伴う過剰なゼロコロナ政策以降、国内の閉塞感や強権的な政権に嫌悪感を覚えた若年層を中心に「内捲（内部消耗）」、「寝そべり族」とともに「流行語トップ3」となっている。
ニューヨーク・タイムズは、1990年代後半以降2000年代前半に生まれた世代の親世代が、中国が世界第2位の経済大国になる中で、強烈な愛国心をもって育ち、チベット自治区や新疆ウイグル自治区での少数民族抑圧を批判した西側諸国の製品をボイコットし、「中国の夢」に希望を抱いていたことからの離反であると指摘している。
中国脱出を目指しているのは若年層に留まらない。「共同富裕」を掲げる習近平が異例の中国共産党総書記（中国指導者の最高職）3期目続投が決定してからは、ますます強権的になることを懸念した富裕層や知識人、マスメディア関係者の海外移住が増加している。これらの移住希望者の中では、比較的低予算で、文化的に近いシンガポールが最も人気が高く、日本が続くとされ、かつて投資の対象であった東京の不動産爆買いも住宅としての需要が主にシフトしている。かつて富裕層や知識人の逃避先であった香港も、2020年の香港国家安全維持法制定以降、ますます中国本土と一体化が進行する中、彼らにとって安全な場所ではなくなっており、香港からの移住を目指す中国人も増加している。